# Gaspar Claus
Gaspar Claus (rojen 21. avgusta 1983) je francoski violončelist, skladatelj in producent.  
Kot edinstven umetnik je znan po svojem eksperimentalnem pristopu, ki združuje sodobno glasbo, improvizacijo, tradicionalne glasbene oblike in multidisciplinarna sodelovanja.  
Je tudi ustanovitelj neodvisne založbe Les Disques du Festival Permanent.

## Življenjepis
Sin flamenco kitarista Pedro Soler, Gaspar Claus je odraščal v umetniškem okolju.  
Pri petih letih je začel igrati violončelo v Banyuls-sur-Merju, nato pa je nadaljeval študij glasbe na Konservatoriju v Perpignanu (1990–2000) in pri Philippe Mullerju (1996–2000).  
Obenem je leta 2007 diplomiral iz filozofije na Univerzi Pariz IV – Sorbonne.

## Umetniška pot

### Sodelovanja in projekti
Gaspar Claus je že zgodaj razvil transverzalno uporabo violončela in se usmeril v umetniška srečanja.  
Redno sodeluje s svojim očetom Pedro Soler, zlasti na albumih Barlande (2014) in Al Viento (2016) (InFiné), pa tudi na Serrana (2017) s pevko Inés Bacán.  
Sodeluje tudi s pevko Marion Cousin ter umetniki eksperimentalne glasbe kot so Serge Teyssot-Gay (Noir Désir), Joëlle Léandre, Casper Clausen (Efterklang) in Aidan Baker.  
Skupaj s Christelle Lassort in Carla Pallone je ustanovil godalni trio Vacarme.
Sodeloval je tudi z mednarodnimi umetniki, kot so Bryce Dessner, Jim O’Rourke, Matt Elliott in Sufjan Stevens, kar odraža njegovo odprtost in mednarodni pristop k glasbi.
Eden njegovih ključnih sopotnikov je bil filmski ustvarjalec in raziskovalec glasbe Vincent Moon, ki je pomembno vplival na njegovo radovednost in navezanost na glasbeno raznolikost.
Njegov projekt One Night Stand ponazarja njegovo naklonjenost spontanim umetniškim izmenjavam — v vsaki izvedbi povabi glasbenike različnih žanrov, da skupaj improvizirajo (do zdaj v Parizu in Berlinu).
Sodeluje tudi v številnih odrskih produkcijah: gledališče z Mathilde Delahaye (Je vous écoute, TNS), performansi z Denis Lavantom (Nijinski), koreografski projekti z Mélanie Perrier (Quand j’ai vu mon ombre vaciller), branja z glasbo, hibridni koncerti ipd.

### Založba
Leta 2016 je ustanovil neodvisno založbo Les Disques du Festival Permanent, ki objavlja njegove osebne projekte in tiste njegovih bližnjih sodelavcev.

## Izbrana diskografija

### Samostojni albumi
- Tancade (2021) – InFiné / Les Disques du Festival Permanent
- 2359 (EP, 2022)
- Scaphandre (EP, 2023)
- Le Fil (2024) – izvirna glasba za film Daniel Auteuil, uradna selekcija (izven konkurence) na filmskem festivalu v Cannesu
- Un Monde Violent (2025) – izvirna glasba za film Maxime Caperana

### Sodelovalni projekti
- Barlande (2014) in Al Viento (2016), s Pedrom Solerjem
- Jo estava que m’abrasava (2016), z Marion Cousin
- Claus & Clausen (2016), s Casperjem Clausenom
- Serrana (2017), z Inés Bacán in Pedrom Solerjem
- Kintsugi / Yoshitsune (2017), s Sergeom Teyssot-Gayem in Kakushin Nishihara
- Orchard (2018), z Aidanom Bakerjem, Maxime Tisserandom in Franckom Laurinom
- Vacarme (od 2017), s Christelle Lassort in Carlo Pallone

## Glasba za filme
- Makala (2017), Emmanuel Gras — glavna nagrada na Semaine de la critique, Cannes
- Vif Argent (2019), Stéphane Batut — nagradi Louis-Delluc in Jean Vigo, izbor ACID Cannes
- Kongo (2019), Hadrien La Vapeur in Corto Vaclav — izbor ACID Cannes
- Le Fil (2024), Daniel Auteuil — uradna selekcija izven konkurence, filmski festival Cannes
- Un Monde Violent (2025), Maxime Caperan — izvirna glasba Gaspar Claus

## Filmi in dokumentarci
Leta 2023 nastopa skupaj s svojim očetom Pedro Soler v glasbenem dokumentarcu Entrañas, ki ga je režiral Thomas Rabillon.  
Film, posnet v regiji Albi, sledi njuni glasbeni in družinski vezi prek koncertov in srečanj. Na voljo je na Arte Concert.

## Koncerti in prizorišča
Gaspar Claus je nastopil v številnih pomembnih francoskih prizoriščih: Philharmonie de Paris, Olympia, Bouffes du Nord, Le Lieu Unique, La Passerelle (Saint-Brieuc), Palais de Tokyo, Narodno gledališče Strasbourg, Fondation Louis Vuitton, Maison de la Poésie…
Nastopal je tudi v tujini: Barbican (London), Le Poisson Rouge (New York), All Tomorrow’s Parties (Velika Britanija), Villa Medici (Rim), Tokio, København, Berlin...

## Festivali
Sodeluje na številnih festivalih: Jazz à Porquerolles, Nuits de Fourvière, Festival Yeah!, Printemps de Bourges, Festival v Avignonu, People Festival (Berlin), Mawazine (Maroko)...

## Slog in vplivi
Gaspar Claus raziskuje glasbene žanre in tradicije brez hierarhije: sodobna glasba, flamenco, chanson, noise, elektronska in improvizirana glasba.  
Violončelo dojema kot organski instrument, ki ustvarja bogate zvočne teksture.  
Vplivajo nanj tako akademske kot popularne glasbe, ustna izročila in eksperimentalne oblike.

## Nagrade
- 2017: Glavna nagrada na Semaine de la Critique za Makala
- 2019: Nagradi Louis-Delluc in Jean Vigo za Vif Argent
- 2024: Uradna selekcija (izven konkurence) za Le Fil, filmski festival Cannes